# Mahmoud Sabbagh
Mahmoud Sabbagh (em árabe: مَحْمُود صباغ; Jidá, 27 de março de 1983) é um director, produtor e roteirista de cinema saudita, reconhecido principalmente pelo seu filme de 2016 Barakah conhece Barakah.

## Carreira
Sabbagh tem sido um pioneiro do cinema independente no seu país natal desde 2013. O seu filme de estreia, titulada Barakah conhece Barakah, foi estreado no Festival de Cinema de Berlim em 2016, convertendo-se no primeiro filme da Arábia Saudita a ser exibido no dito evento. O filme, que narra a história de amor entre dois jovens de diferentes classes sociais que devem lutar pela sua relação no meio das convenções sociais árabes, foi seleccionado para representar a Arábia Saudita na categoria de melhor filme de fala não inglesa na edição número 89 dos Prémios da Academia.
Em 2015, Sabbagh fundou Elhoush Productions, a primeira companhia independente de produção cinematográfica no seu país, com base na cidade de Yeda.
Sabbagh integrou o júri que escolheu a melhor nova longa-metragem na edição número 67 do Festival de Cinema de Berlim.
O seu documentário The Story of Hamza Shehata de 2013 é muito popular no seu país. Criou e dirigiu a série web Cash (2014), composta por dez episódios e gravada com estilo cinematográfico. Sabbagh tem formação em ciências da Escola de Jornalismo da Universidade de Colúmbia, onde estudou direcção e produção de cinema.
Em outubro de 2017 anunciou-se que Sabbagh se encontrava trabalhando na sua segunda longa-metragem, titulada Amra and The Second Marriage, um filme gravado na sua totalidade na Arábia Saudita e estreada no ano 2018.

## Filmografia

### Longas-metragens
- Barakah conhece Barakah (2016)
- Amra and The Second Marriage (2018)

## Prémios e reconhecimentos
| Evento                             | Data | Categoria                           | Produção                     | Resultado |
| ---------------------------------- | ---- | ----------------------------------- | ---------------------------- | --------- |
| Festival de Cinema de Berlim       | 2016 | Prémio do júri ecuménico            | Barakah yoqabil Barakah      | Vencedor  |
| Festival de Cinema de Berlim       | 2016 | Melhor estreia cinematográfica      | Barakah yoqabil Barakah      | Nomeado   |
| Festival de Cinema do Cairo        | 2016 | Melhor filme árabe                  | Barakah yoqabil Barakah      | Nomeado   |
| Festival de Cinema de Hong Kong    | 2016 | Prémio Golden Firebird              | Barakah yoqabil Barakah      | Nomeado   |
| Festival de Cinema de Hong Kong    | 2016 | Prémio FIPRESCI                     | Barakah yoqabil Barakah      | Nomeado   |
| Festival de Cinema de Mineápolis   | 2017 | Melhor director de cinema emergente | Barakah yoqabil Barakah      | Nomeado   |
| Festival de Cinema de Palm Springs | 2017 | Grande prémio do júri               | Barakah yoqabil Barakah      | Nomeado   |
| Festival de Cinema do Cairo        | 2018 | Melhor filme árabe                  | Amra and the Second Marriage | Nomeado   |